# Rißbach
De Rißbach is een ongeveer 26 kilometer lange bergrivier in het Oostenrijkse Tirol en het Duitse Beieren.
De bron van de rivier wordt gevormd door meerdere bronriviertjes vanuit het Karwendelgebergte, in de buurt van de Grubenkarspitze. De rivier stroomt vervolgens lang Eng door het Rißtal in noordwestelijke richting naar Hinterriß, waar de Rißbach de grens met Duitsland passeert, om bij het Duitse Vorderriß nabij het Sylvensteinstuwmeer in de Isar uit te monden.
Om de beschikbare hoeveelheid water voor de Walchenseewaterkrachtcentrale te vergroten, wordt het water van de Rißbach sinds 1951 voor een deel via de ongeveer zeven kilometer lange Rißbachtunnel naar de Walchensee geleid.
De Rißbach is bij wildwatersporters een van de meest geliefde wateren van Beieren.